# 巴拉姆國家公園
33°2′38″N 35°24′51.04″E / 33.04389°N 35.4141778°E

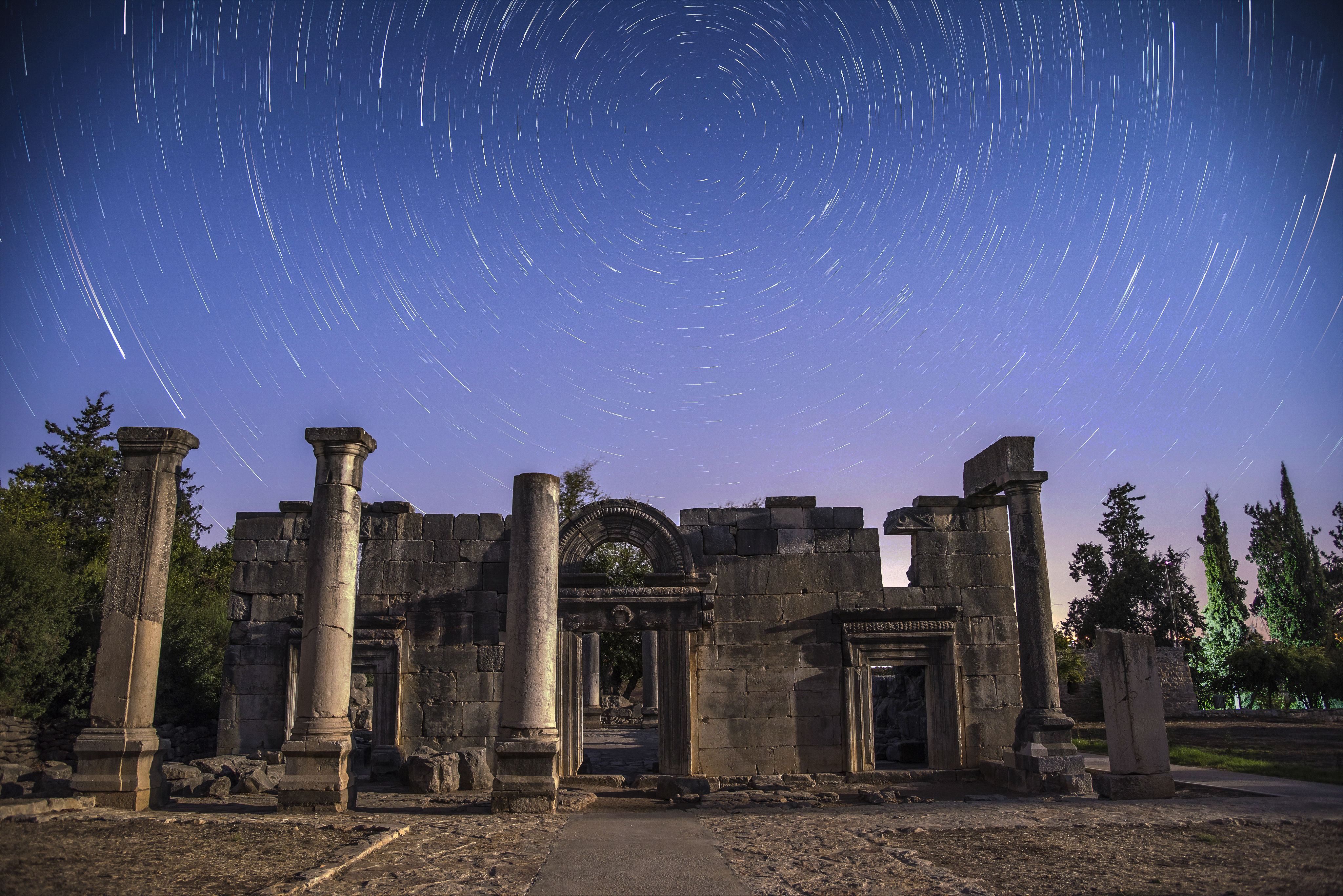

巴拉姆國家公園是以色列的國家公園，處於加利利地區，成立於1966年，猶太人定居點始建於古代，所在猶太教堂的遺跡可追溯到公元2世紀。